# Летописи.ру
Letopisi.ru — образовательный вики-проект в жанре путеводителя для школьников, студентов и учителей. Наполнение проекта — описание городов, сёл и деревень, мест, школ, событий и людей, которые имеют значение для обучения.

## История
Сайт letopisi.ru был запущен 27 января 2006 года по инициативе Ярослава Быховского, Людмилы Фёдоровой и Евгения Патаракина. Официально проект стартовал 2 февраля 2006 года при поддержке со стороны компаний Intel и ЗАО «Транстелеком» и по состоянию на 5 августа 2021 года содержал 59 973 статьи. Цель проекта — не написание статей академического характера, а организация образовательной среды. Например, участвуя в проекте, ученики и учителя осваивают не только новые социальные сетевые сервисы Веб 2.0, но и навыки экологического мышления, совместной деятельности, критического мышления и толерантности.

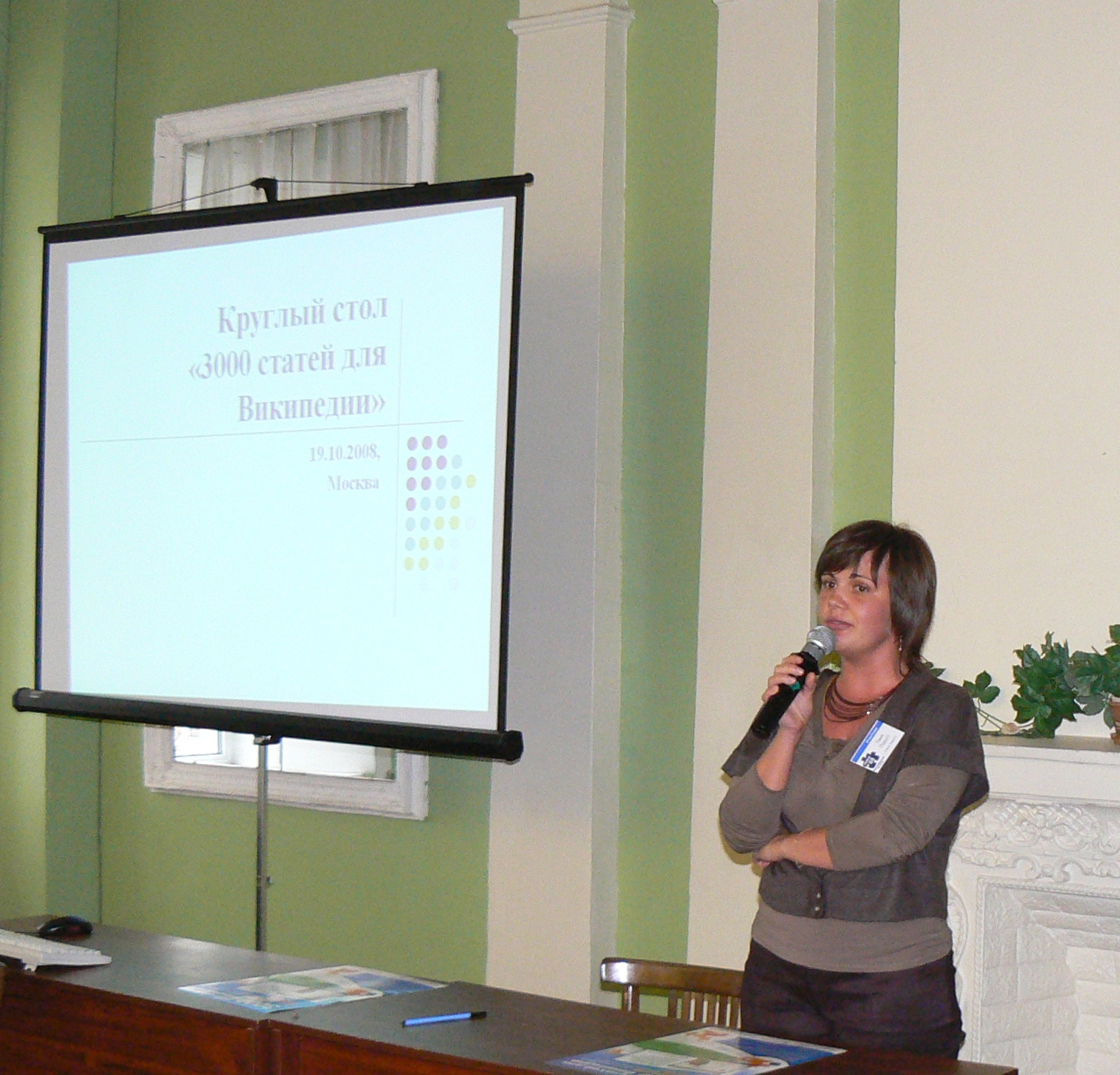
Татьяна Подуст выступает на Викиконференции 2008 года с докладом «3000 статей для Википедии»

Во многом благодаря проекту Letopisi.Ru в ряде регионов России появились образовательные вики-площадки:
- Псковский ИПКРО. Дата обращения: 19 июля 2018. Архивировано 29 ноября 2012 года.
- Хабаровский ИППК ПК. Дата обращения: 14 сентября 2006. Архивировано 29 января 2007 года.
- Саратовский ИПКРО. Дата обращения: 14 сентября 2006. Архивировано 23 марта 2007 года.
- Нижегородский государственный педагогический университет.

В январе 2008 года площадке данного сайта организован проект «3000 статей для Википедии». Дата обращения: 9 мая 2019. Архивировано 29 ноября 2012 года.. Авторами статей являются российские школьники. Рецензируют статьи и помогают советами редакторы Википедии.
25 июня 2008 года на сайте возникли технические неполадки, в результате чего многие визуальные материалы (фотографии, иллюстрации, графики, видео) были утеряны.
На 4 января 2012 год на сайте было 49 534 зарегистрированных участников, которые создали 44 135 полноценных статей (общее число страниц — 192 791, общее число редактирований — 935 747, число графических и аудиофайлов — 76 770). В работе участвует 21 администратор.
На 19-09-2020 в Letopisi.org число зарегистрированных участников = 82 994, Общее число страниц — 276 179, Общее число редактирований — 1 537 022, число полноценных статей в Летописи = 52 783, число графических и аудиофайлов = 106 965, администраторов — 25.
1 февраля 2014 года сайт по старому адресу был отключён, так как закончился срок регистрации домена. Вместо него 30 января того же года был зарегистрирован домен letopisi.org, на котором проект располагается и поныне.
С 2021 года проект развивается благодаря частным благотворительным пожертвованиям.